# Bedford (stad i Québec)
Bedford är en stad (kommun av typen ville) och tätort (centre de population) i provinsen Québec i Kanada. Den ligger i regionen Estrie i den södra delen av provinsen, nära gränsen till Vermont och 86 kilometer från Montréal. Antalet invånare var 2 558 i staden och 2 548 i tätorten vid folkräkningen 2021.
I staden låg stuteriet Fermes Angus Farms, där travhästar som Amour Angus, Angus Hall och Conway Hall är uppfödda.